# Aegidius Müller
Johann Jakob Aegidius Müller (* 26. Januar 1830 in Bergheim; † 1. Mai 1898 in Köln) war ein deutscher römisch-katholischer Theologe und Historiker in Immekeppel im Bergischen Land. 

## Leben

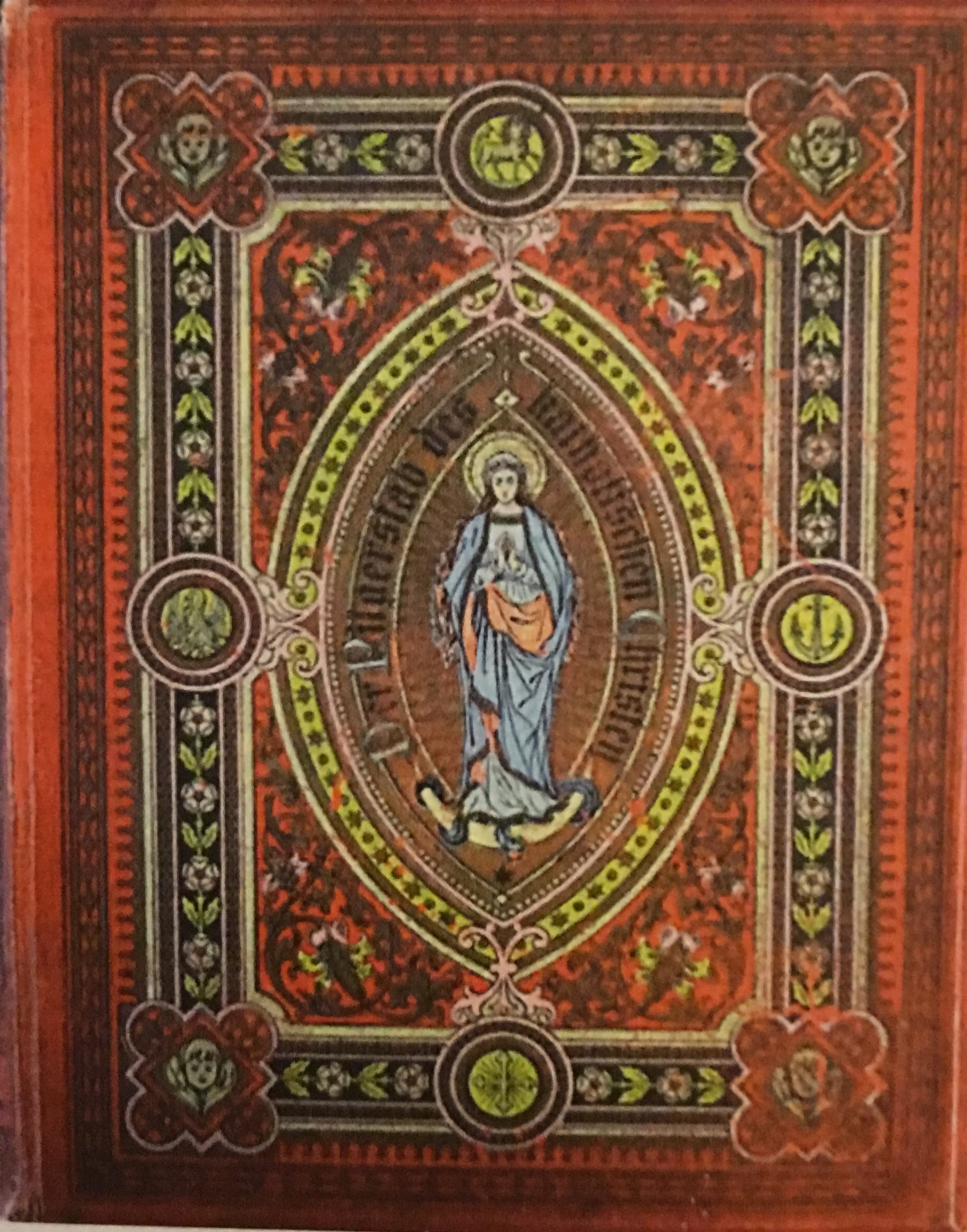
Buchtitel Pilgerstab des katholischen Christen von Aegidius Müller, 1898

Aegidius Müller studierte Philosophie und Theologie an der Universität Bonn. Am 1. September 1858 wurde er zum Priester geweiht und erhielt 1859 seine erste Stelle als Hausgeistlicher auf Schloss Roßberg bei Bonn. 1861 wurde er Vikar in Teveren und arbeitete anschließend in Gladbach bei Düren. Ab 1871 war er Pfarrer in Immekeppel (heute ein Stadtteil von Overath). Seinen Lebensabend verbrachte Müller im Augustinerkloster in Köln.
Während des Kulturkampfes wurde Müller 1873 vor das Kölner Zuchtpolizeigericht zitiert und für zwei Wochen ins Polizeigefängnis gesperrt, nachdem ihn der Bensberger Bürgermeister Wachendorff wegen angeblich aufrührerischer Predigten „als besonders eifrig im Wirken für den Ultramontanismus“ denunziert hatte. Wachendorff bezog sich auf den sogenannten Kanzelparagraphen von 1871, der es Geistlichen verbot, sich zu Angelegenheiten des Staates zu äußern.
Müller sammelte örtliche Sagen und Überlieferungen und erforschte die Heimatgeschichte der Gebiete, in denen er tätig war. Seine Bücher werden noch heute gehandelt.

## Schriften (Auswahl)
- Anno II. der Heilige, Erzbischof von Köln und dreimaliger Reichsverweser von Deutschland  1056–1075. Sein Leben, sein Wirken und seine Zeit. Weigel, Leipzig 1858.
- Siegburg und der Siegkreis. Seine Sagen und seine Geschichte von den ältesten Zeiten bis auf die Gegenwart. R. Taxer, Siegburg 1859.
- Beiträge zur Geschichte der Cisterzienserabtei Altenberg. Haake, Bensberg 1882 (Digitalisat).
- Deutschlands Gnadenorte, deren Geschichte und Beschreibung nebst einem Anhang, enthaltend die bedeutendsten ausländischen Gnadenorte der katholischen Welt. Schafstein & Co, Köln 1888.
- Der Pilgerstab des katholischen Christen. Lehr-, Erbauungs- und Gebetbuch für den häuslichen Kreis. Schafstein & Co, Köln [1898].